# OGame
OGame je strateška internetska igra smještena u svemiru, cilj igre su intergalaktička osvajanja. Tisuće igrača preko cijelog svijeta se natječe u isto vrijeme. Za igranje trebate samo internetski preglednik, poput Firefoxa, Chromea i Opere.

## Karakteristike
Počinjete s jednim nerazvijenim svijetom i stvarate moćno carstvo koje brani vaše teško zaslužene kolonije. Stvorite ekonomsku i vojnu infrastrukturu da bi bili bliže vašem cilju i novim tehnološkim dostignućima. Vodite ratove s drugim carstvima pokušavajući se domoći materijala. Pregovarajte s drugim vladarima da osnujete saveze ili trgujete za tražene resurse. Sagradite vojsku da širite vašu vladavinu po cijelom univerzumu. Čuvajte svoje resurse iza neprobojnog vala planetarne obrane.